# Слипнот (група)
Вижте пояснителната страница за други значения на Слипнот.
Slipknot (транскрипция: Слипнот) е американска метъл група от щата Айова формирана през 1995 година. Албумите на Slipknot се издават от Roadrunner Records, като в САЩ групата има платинени продажби.
През 2006 година Слипнот печелят Грами за най-добро метъл изпълнение с песента Before I Forget.
Известни са и с честите си изяви на пътуващия метъл/рок фестивал Озфест.

## Биография на групата

### Ранни години и Mate. Feed. Kill. Repeat. (1995 – 1998)
Слипнот създават първите си песни през 1993 г. През първите години групата сменя няколко имена „Pale Ones“, „Pyg system“, и „Meld“ преди да се спре на Слипнот. Групата се ръководи от Андерс Колсефини, съосновател на групата. Много от песните в Mate.Feed.Kill.Repeat и някои които намират място в по-късните записи са създадени именно през тези „ранни години“. Шон "Clown" Крахан е бил основният барабанист преди Джоуи Джордисън да се присъедини и да заеме мястото му. Крахан, който също е един от основателите на групата, е искал трима барабанисти; първо за да създаде мощен племенен (трайбъл) звук, и второ наред с него да върви стена от звукови ефекти.
Групата успява да се утвърди изнасяйки множество концерти през 1995 и на следващата година, точно на Хелоуин издава демото Mate.Feed.Kill.Repeat. Демо записът се продавал добре, но бил в ограничена бройка от 1000 копия. Последвал незабавен интерес от няколко големи лейбъла. По това време групата имала пет члена, един от най-зайннтересованите лайбъли бил Roadrunner Records, но групата имала още много да работи преди да подпише договор с него. Година по-късно, Roadrunner подписва договор (по-точно някакъв вид споразумение) със Слипнот. Договора ги задължава да си намерят нов вокал, и те го откриват в лицето на Кори Тейлър, а Андерс отива на перкусиите. Това обаче не му допада, и той напуска за да търси собствена слава.

### Slipknot (1999 – 2000)
Накрая все пак Roadrunner Records, подписват пълноправен договор, и издават техния едноименен албум, през юни 1999, продуциран от Рос Робинсън. Относно албума, един журналист пише  „Мислите си, че Лимп Бизкит са тежки? Те са като Osmonds. Слипнот са нещо напълно различно.“
През 1999 г. Слипнот участват в Озфест, с което увеличават многократно фен базата си. През 2000 г. албумът става платинен първият за лейбъла дотогава.

### Iowa (2001 – 2002)
Последвалия през 2001 г. Iowa, до голяма степен оправдава очакванията на феновете и дебютира директно под #3 в Билборд и под #1 във Великобританската класация за албуми. Следва широкомащабно турне за промотиране на записа. Списание Rolling Stone нарича албума „първия голям запис от неометъл ерата“.
Освен това групата играе самата себе си във филма Rollerball през 2002 г., изпълнявайки на сцена „I Am Hated“ от Iowa.

### Vol. 3: (The Subliminal Verses) и застой (2003 – 2007)
След две годишна почивка, групата отново се прегрупира към края на 2003 г., започвайки работа върху нов албум заедно с прочутия продуцент Рик Рубин, който преди това е работил с Johnny Cash, Red Hot Chili Peppers, Britney Spears, System of a Down, Pennywise, Jessica Simpson и Slayer.
Групата пуска в продажба четвъртия си албум Vol. 3: (The Subliminal Verses) през май 2004 г. Албума дебютира директно под #2 в Билборд."
Групата забива на Озфест за трети път.
Следва лайв албум със записа на песни изпълнени във Финикс, Лас Вегас, Осака, Сингапур и Токио е издаден ноември 2005 г. под името 9.0: Live. Албумът достига 17-то място в билборд.
Няколко члена на Слипнот съвместно с други музиканти създават Roadrunner United: The All-Star Sessions през октомври 2005 г. Също така Слипнот се появява и в комикса за възрастни Viz (брой 152, февруари 2005).
Кори Тейлър и Джеймс Рот са погълнати от Stone Sour, Джой Джордисън е с Ministry, а Крис Фен се съсредоточава върху играта на голф.
Новото DVD Voliminal: Inside the Nine DVD е издаено на 5 декември 2006 г. Същата година Слипнот печелят грами за най-добро метъл изпълнение с песента „Before I Forget“.
Според думите на Кори Тейлър в интервю по телевизия VH1 няма да има нов албум на групата преди 2008 г.

### Реформация и All Hope Is Gone (2008 – 2010)
На 19 април 2007 г. в сайта на групата е пуснато съобщение, че през 2008 ще има нов албум. Джордисън казва пред списание Керанг, че албумът ще е най-тежкия, но ще има и експерименти, като се очаква записването му да започне през януари 2008. Джордисън свири с Корн (замества Силвериа на барабаните) за лятото на 2007.
На 26 август 2008 г. излиза и дългоочакваният от феновете нов албум All Hope Is Gone. Турнето е кръстено по същия начин.

### Смъртта на Пол Грей и Knotfest (2010 – 2012)
На 24 май 2010 г. басистът на Слипнот, Пол Грей е намерен мъртъв в хотелската си стая в Ърбъндейл, Айова. Музикантът почина едва на 38 години. CNN съобщи, че е причината за смъртта му е свръхдоза опиатни наркотични аналгетици. В официалното изявление на полицията в Айова се казва, че токсикологичиня анализ е показал наличие в кръвта на музиканта на морфин и фентанил в дози, които значително надвишават пределно допустимите. Лекарите са установили, че Грей е имал и сърдечно заболяване, но причина за смъртта му е именно свръхдозата. Пол Грей не е притежавал рецепта за закупуване на болкоуспокояващи препарати и полицията в Айова се опитва да установи по какъв начин Грей си е доставил въпросните наркотични аналгетици, пише също BBC News.
Пол Грей е един от основателите на Слипнот (през 1994) заедно с барабаниста Шон Крахан. „Без него, Слипнот вече няма да са същите“, твърдят всички фенове.

### .5: The Gray Chapter (2014 – 2017)
Продукцията по албума започва в края на 2013 г. Кори Тейлър го описва като „много мрачен“ и нещо средно между Iowa и Vol. 3: (The Subliminal Verses). Китариста Джим Руут пропуска турнето на Stone Sour от януари (по-късно става ясно, че е уволнен) за да пише материал за албума.
През юли 2014 г. започват да излизат тийзъри за новия албум, а в социалните мрежи криптирани съобщения и изображения. Първият сингъл „The Negative One“ излиза на 1 август, а на 24-ти и „The Devil In I“. На 17 октомври 2014 г. излиза чаканият шест години .5: The Gray Chapter.

### We Are Not Your Kind (2018)
През 2018 г. в навечерието на Хелоуин 2018 година излиза самостоятелния сингъл All Out Life, който е последван от нов, шести албум със заглавие We Are Not Your Kind. На 16 май 2019 година групата издава първата официална песен от албума – Unsainted – и показват новите си маски и костюми с видеото. Втората издадена песен от албума е Solway Firth, последвана от Birth Of The Cruel. We Are Not Your Kind дебютира на първо място за една седмица в Billboard 100 за Европа.

### The Еnd, So Far (2022)
На 30 септември 2022 г. излиза седмият албум на „Слипнот“ – The End, So Far. Първият сингъл, The Chapeltown Rag, е пуснат още на 5 ноември 2021, а след това е последван от още два – The Dying Song (Time to Sing) и Yen през 2022 г. 

## Изявления насцена
Слипнот са изключително известни с боя си на сцената. „Няма концерт без бой“ – казва Кори Тейлър(вокалът на групата). Често, решават да измислят нещо умопобъркано – „за радост на феновете“. Използват вода, огън, пиро ефекти, светлини и всякакви други неща. „Това за нас не е концерт… Това е все едно пеем на приятели“ – усмихва се Джоуи Джордисън. „Не е радост само за феновете, а и за нас“ – доизказва го Крис Фен.

## Визия и идентичност на групата
Групата е известна със специфичната си визия. Слипнот са облечени в комбинезони (в различни цветове от определените периоди), както и маски направени по поръчка, вдъхновени от аспекти на личния им характер. В миналото на костюмите им имаше изобразени баркодове, щамповани на гърбовете и ръкавите им. Тези баркодове са идентични с баркода на първия им албум Mate.Feed.Kill.Repeat. На последните им костюми са издълбани девет лъчеви сержантски звезди. С излизането на всеки нов албум, маските на групата се променят. Обикновено маската на всеки член е различна за всеки албум, но костюмите им до голяма степен се припокриват като визия.
Първоначално групата желае да запази своята самоличност в тайна, отказвайки да се фотографира без маски, дори при даването на интервюта или позирането за снимки с фенове са с маски (или по някакъв начин със закрити лица). Освен това вместо с истинските им имена, членовете на групата предпочитат да ги наименуват с числа от 0 до 8. По време на интервю през 2000 г., когато Кори Тейлър бил попитан за историята зад маските, той отговорил така:
Днес повечето от членовете на групата са фотографирани без маски, в резултат на работата им извън Слипнот.

## Сътрудници
Членове на Слипнот са записвали песни с голям брой други музиканти, включващи:
- Sister Soleil – Кори Тейлър се появява в песента „Liar“ от албума Soularium.
- Shannon Larkin – свири на барабани в песента „30/30 – 150“ на Stone Sour от албума Come What(ever) May.
- Necro – Сид Уилсън участва като Ди-Джей в песента „Empowered“ от албума The Pre-Fix For Death.
- Lab 4 – Уилсън ремиксира парчето „Perfect Drug“ от техния албум None Of Us Are Saints.
- Damageplan – Кори Тейлър изпълнява вокалите в песента „Fuck You“ от албума New Found Power.
- Marilyn Manson – Шон Макхон и Джой Джордисън ремиксират хита им „The Fight Song“. Освен това Джордисън се появява и във видеото към песента „Tainted Love“.
- Malevolent Creation – Мик Томпсън изпълнява китарно соло в песента „Deliver My Enemy“ от десетия им албум Doomsday X (очаква се да излезе в края на лятото на 2007 г.)
- Soulfly – Кори Тейлър пее в песента „Jumpdafuckup“ в албума Primitive.
- Sticky Fingaz – Тейлър пее в песента „The End of the World“.
- KCUF – Сид Уилсън ремиксира „The 5th“ и „Goldfish“ от техния албум Modern Primitive Punk.
- Shannon Mitchell – участва в песента „Sword Sharpening Remix“ от албума The New Leader на DJ Starscream (Сид Уилсън).
- Dream Theater – Тейлър участва в песента „Repentance“, от новия им албум  Systematic Chaos.
- Biohazard – Членове от Слипнот се появяват в тяхното парче „Domination“ от албума Uncivilization. В песента участва и Джейми Джаста.
- 3 Inches of Blood – Джордисън продуцира техния албум Fire up the Blades.
- Rob Gee – Сид Уилсън е ремиксирал няколко негови парчета, както и е взел участие в някои като „Riot In New York“, „Pretty Fucked Up“, „Adrenalize“ и др.
- Anthony B – Участва в „Come On Remix“ на DJ Starscream в албума му The New Leader.
- Korn – По време на последното турне на Корн за съпорт са поканени Stone Sour. Кори Тейлър пее беквокалите в песента „Freak on a Leash“ по време на турнето. Освен това Джой Джордисън свири на барабани в новото видео Evolution.
- System of a Down – Джордисън замества барабаниста им за един концерт.
- Apocalyptica – Тейлър участва като гост музикант в песента „I'm not Jesus“.
- Metallica – Джой Джордисън свири на барабани с тях на Download Festival през 2004 г. докато Ларс Улрих е болница поради болест.
- Snot – Тейлър свири с тян за записа на „Strait Up“.
- OTEP – Джордисън свири барабаните в няколко парчета от втория им албум House of Secrets.
- John 5 – Джеймс Рут участва в песента „The Black Widow of La Porte“ от албума The Devil Knows My Name.

## Вражди

### Limp Bizkit
Фред Дърст от Limp Bizkit се замесва в спор със Слипнот, след като Кори Тейлър чул от приятел, че Дърст нарича техните фенове „Дебелите грозни деца“ в интервю за списание Spin Magazine.
Шон Крахан, един перкусионистите на групата, ги заплашил с побой ако още веднъж критикува феновете им. По-късно Тейлър казва за интервю за MuchMusic, че вижда Дърст като голям бизнесмен, но не и като музикант.
През 2001 г. в изявление на официалния си сайт, Фред обсъжда враждебността си към Слипнот. Той казва, „Ние наистина харесваме Слипнот и сме много щастливи, че те ни мразят, защото това прави тяхната музика по-тежка, по-яростна и по-истинска“.

### Green Day
Били Джо Армстронг, вокалист на пънк рок групата Green Day, е критикувал Слипнот по всякакви поводи. В интервю той казва, че „техните маски са толкова скапани“, и че „бандата звучи като Tré задавил се с топка косми“.

### Mushroomhead
Въпреки че Roadrunner Records подписват със Слипнот, вместо с Mushroomhead, бандите никога не са имали спор помежду си. Кори Тейлър казва „нямам проблем с Mushroomhead, даже напротив, мисля, че би било забавно да направим някой общ проект с тези момчета!“. Много фенове на Слипнот обвиняват Mushroomhead, че крадат маските, музиката и стила на Слипнот, въпреки че песните им са много различни, маските също, а и Mushroomhead свирят в различен стил. Като заключение – за разлика от Green Day, Mushroomhead никога не са имали открит спор със Слипнот. След подписването на договора между Roadrunner Records и Slipknot, групата чувства, че имиджът им е ограбен за финансова изгода и Mushroomhead „убиват“ индивидуалните си характери. Техните шарени костюми, камуфлажи и гумени маски са заменени от черни униформи. По-късно те рисуват лицата си със знака „X“, който изобразява „смъртта“ на имиджа на групата.

## Състав
| Настоящи членове - (# 0) Сид Уилсън – клавиши (от 1998 г.) - Майкъл Пфаф – ударни (от 2019 г.) - (# 4) Джеймс Руут – китара (от 1999 г.) - (# 5) Крейг „133“ Джоунс – клавиши (от 1996 г.) - (# 6) Шон „Clown“ Крахан – ударни (от 1995 г.) - (# 7) Мик Томпсън – китара (от 1996 г.) - (# 8) Кори Тейлър – вокали (от 1997 г.) - Джей Уайнбърг – барабани (от 2013 г.) - Алесандро Вентурела – бас (от 2014 г.) |  | Предишни членове - Дони Стийл – китара (1995 – 1996) - Андерс Колсефини – вокали (1995 – 1997) - Крис Фен – ударни (1998– 2017) - (# 3) Грег Уелтц – ударни (1997 – 1998) - (# 3) Брандън Дарнър – ударни (1998) - (# 4) Джош Бреинард – китара (1995 – 1999) - (# 2) Пол Грей – бас (1995 – 2010) - (# 1) Джоуи Джордисън – барабани (1995 – 2013) |

## Любопитно
- Популярното лого на Слипнот „S“ е нарисувано от барабаниста на групата Джоуи.
- За момента Слипнот държат най-големия хонорар от всички банди.
- Сид Уилсън страда от органичен синдром на мозъка.
- Сид Уилсън се е родил с по шест пръста на всяка ръка, но те били ампутирани при раждането.
- Всички смятат Мик за най-висок член на бандата, но не е той, а Джеймс Руут, висок 1.98 м.
- Джоуи се е запалил по метъла, като видял по телевизията как Ози Озбърн отхапва главата на прилеп.

## Дискография
| - Slipknot – 1999 г. - Iowa – 2001 г. - Vol. 3: (The Subliminal Verses) – 2004 г. - All Hope Is Gone – 2008 г. - .5: The Gray Chapter – 2014 г. - We Are Not Your Kind – 2019 г. - The End, So Far – (2022) г. - Mate.Feed.Kill.Repeat – 1996 г. - 9.0: Live – 2005 г. | - Antennas to Hell – 2012 г. - Welcome To Our Neighborhood – 1999 г. - Disasterpieces – 2002 г. - Voliminal: Inside the Nine – 2006 г. - (sic)nesses – 2010 г. |

### Сингли
| Година | Заглавие           | Позиция в класацията | Позиция в класацията | Позиция в класацията | Албум                           |
| Година | Заглавие           | US Modern Rock       | US Mainstream Rock   | UK Singles Chart     | Албум                           |
| ------ | ------------------ | -------------------- | -------------------- | -------------------- | ------------------------------- |
| 1999   | „Wait and Bleed“   | —                    | 34                   | 27                   | Slipknot                        |
| 1999   | „Spit It Out“      | —                    | —                    | 28                   | Slipknot                        |
| 2001   | „Left Behind“      | —                    | 30                   | 24                   | Iowa                            |
| 2001   | „My Plague“        | —                    | —                    | —                    | Iowa                            |
| 2004   | „Duality“          | 6                    | 5                    | 15                   | Vol. 3: (The Subliminal Verses) |
| 2004   | „Vermilion“        | 17                   | 14                   | 31                   | Vol. 3: (The Subliminal Verses) |
| 2005   | „Before I Forget“  | 32                   | 11                   | 35                   | Vol. 3: (The Subliminal Verses) |
| 2005   | „The Nameless“     | —                    | 25                   | —                    | Vol. 3: (The Subliminal Verses) |
| 2008   | „All Hope Is Gone“ | —                    | —                    | —                    | All Hope Is Gone                |
| 2008   | „Psychosocial“     | 20                   | 7                    | 67                   | All Hope Is Gone                |
| 2008   | „Dead Memories“    | 19                   | 3                    | —                    | All Hope Is Gone                |
| 2009   | „Sulfur“           | —                    | 18                   | —                    | All Hope Is Gone                |
| 2009   | „Snuff“            | 12                   | 2                    | —                    | All Hope Is Gone                |
| 2014   | „The Negative One“ | —                    | 33                   | 71                   | .5: The Gray Chapter            |
| 2014   | „The Devil In I“   | —                    | 15                   | 135                  | .5: The Gray Chapter            |
| 2014   | Custer             | —                    | 28                   | —                    | .5: The Gray Chapter            |
| 2015   | „Killpop“          | —                    | 10                   | —                    | .5: The Gray Chapter            |
| 2015   | „XIX“              | —                    | —                    | —                    | .5: The Gray Chapter            |
| 2016   | Goodbye            | —                    | 22                   | —                    | .5: The Gray Chapter            |
| 2018   | „All Out Life“     | —                    | —                    | 99                   | .5: The Gray Chapter            |

### Участие в саундтракове
- 2000: Писък 3 – (с песента „Wait And Bleed“ – ремикс на Тери Дейт)
- 2002: Ролербол – (с песента „I Am Hated“)
- 2002: Заразно Зло – (с песента „My Plague“ – New Abuse Ремикс)
- 2003: Фреди срещу Джейсън – (с песента „Snap“ – песен, която не се намира в официалните албуми)
- 2004: Заразно зло Апокалипсис – (с песента „Vermilion Pt. 1“)
- 2006: Подземен свят: Еволюция – (с песента „Vermilion Pt. 2“ – Bloodstone Ремикс)
- 2008: Наказателят: Бойна зона – (с песента „Psychosocial“ – албум All Hope is Gone)